# Comitatul Adams, Nebraska
Comitatul Adams, conform originalului din engleză, Adams County, este unul din cele 93 de comitate ale statului american Nebraska. Sediul comitatului este localitatea Hastings.  Întreg comitatul este parte a zonei cunoscute ca Hastings Micropolitan Statistical Area.

## Districte (Townships)
- Ayr
- Blaine
- Cottonwood
- Denver
- Hanover
- Hastings, City of
- Highland
- Juniata
- Kenesaw
- Little Blue
- Logan
- Roseland
- Silver Lake
- Verona
- Wanda
- West Blue
- Zero

## Demografie
|  | Graficele sunt indisponibile din cauza unor probleme tehnice. Mai multe informații se găsesc la Phabricator și la wiki-ul MediaWiki. |

Date: Wikidata - grafică realizată de Wikipedia